# Hermann Zapf

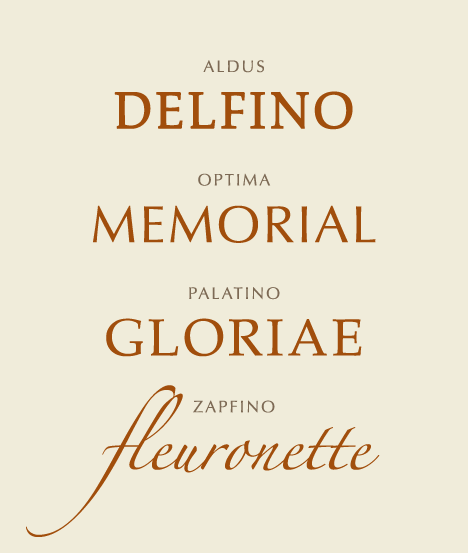
Tipografies de Hermann Zapf

Hermann Zapf (Nuremberg, Alemanya, el 8 de novembre de 1918 - Darmstadt, Alemanya, 4 de juny de 2015) fou un tipògraf i cal·lígraf que visqué a Darmstadt (Alemanya). Estava casat amb la també cal·lígrafa Gudrun Zapf-von Hesse. La seva vida va estar molt marcada per les dues guerres mundials. La postguerra de la primera li va posar molt difícil tant la subsistència com l'accés a l'educació i a la feina. A la segona el van cridar a files on no s'hi va estar bé perquè no tenia ni salut ni aptituds suficients per a la vida de soldat. Va tenir sort, però, perquè ben aviat va poder canviar el fusell pels estris de la cal·ligrafia, esdevenint el cartògraf més jove de l'exèrcit alemany.
Als anys seixanta va ensenyar cal·ligrafia i tipografia a universitats nord-americanes on va ser molt més reconegut, almenys inicialment, que al seu propi país on no es feia gaire cas de les seves idees. És un dels primers tipògrafs destacats de l'Escola Suïssa, la qual advocava per emprar fonts sense remats, amb formes simples, clares i funcionals. Va liderar, juntament amb altres tipògrafs, el moviment prohumanista de les formes tipogràfiques humanistes del Renaixement però dotant-les d'una major llegibilitat. Ha dissenyat nombroses tipografies de les quals cal destacar l'Optima, la Palatino i la Zapfino. El seu col·lega Karlgeorg Hoefer li va atorgar, en to de broma, el títol de "Emperador de la Cal·ligrafia".

## Biografia

### Infància i joventut
Zapf va néixer al final de la primera guerra mundial, temps molt difícils. La grip espanyola, que es va apoderar d'Europa del 1918 al 1919, es va emportar dos dels seus germans. La fam va colpejar Alemanya. Sort que la seva mare va poder dur-lo a l'escola on, gràcies al programa organitzat per Herbert Hoover, President dels Estats Units (1929-1933), podia menjar cada dia. Un dels seus llibres favorits era "Das Neue Universum" ("L'Univers Nou"). Amb el seu germà gran feien experiments amb l'electricitat. Fins i tot, malgrat la seva infantesa, ja estava involucrat d'alguna manera en la tipografia, ja que inventava alfabets encriptats per intercanviar missatges secrets amb el seu germà.
El 1933 va deixar l'escola amb la idea de fer una carrera d'electrotècnia. Malauradament el seu pare va perdre la feina a causa dels problemes que va tenir amb el recentment establert Tercer Reich perquè estava involucrat en sindicats. El van enviar al camp de concentració de Dachau, encara que poc temps.
Aquests mateixos problemes li van impedir d'entrar a estudiar a l'Ohm Technical Institute de Nuremberg. Els seus mestres, que s'havien adonat de la seva facilitat per al dibuix, van suggerir que es fes litògraf. Totes les empreses on volia fer d'aprenent el rebutjaven pels esmentats problemes polítics. Passats deu mesos, el 1934, va ser entrevistat per la darrera empresa de la llista. Aquesta no li va fer preguntes de política. Li van donar feina però no de litògraf sinó de corrector d'impremta i així el 1934 va començar els seus quatre anys d'aprenentatge. El 1935 va anar a una exposició a Nuremberg en honor del tipògraf Rudolf Koch. Aquest fet el va fer interessar en les lletres. Hi va comprar dos llibres per aprendre cal·ligrafia tot sol. També va estudiar exemples de cal·ligrafia a la biblioteca de Nuremberg. Ben aviat el seu amo es va adonar de la seva perícia en la cal·ligrafia i així la feina de Zapf va canviar a corrector cal·ligràfic i a la millora de la feina dels seus companys.
Quan va acabar l'aprenentatge va contactar amb les foneries tipogràfiques Stempel AG i Linotype GmbH de Frankfurt. El 1938 els va dissenyar la primera tipografia, una de tipus "fraktur" anomenada Gilgengart.

### Temps de guerra
L'1 de setembre de 1939 va esclatar la segona guerra mundial. Van enviar la unitat de Zapf a la Wehrmacht, però ell ja no var poder anar-hi pels seus problemes de cor. L'abril de 1942 el van tornar a cridar a files. Altre cop ho va haver deixar de seguida perquè era un maldestre amb les armes i els oficials, de forma ben inusual, van donar per acabada la carrera militar de Zapf com a soldat de primera línia. El van destinar a la rereguarda per practicar de cartògraf. A Bordeus va dibuixar mapes d'Espanya, particularment de la xarxa ferroviària, per transportar l'artilleria cap al sud per atacar Gibraltar des de terra. Franco no se'n va fiar i només utilitzava vies de via estreta per reparar els ponts destruïts a la guerra civil espanyola, fet que impossibilitava el pas de l'artilleria pesant alemanya.
Allí era feliç. Tenia tan bona vista que podia escriure lletres d'un mil·límetre sense necessitar lupa i aquesta destresa probablement el va salvar que el destinessin altre cop a l'exèrcit. Acabada la guerra els francesos el van portar a l'hospital de campanya a Tübingen com a presoner de guerra. El van tractar amb respecte a causa de les seves il·lustracions. El van fer anar cap a casa quatre setmanes abans d'acabar la guerra altre cop a causa de la seva pobre salut. Va tornar a Nuremberg, molt malmesa pels bombardejos.

### Maduresa

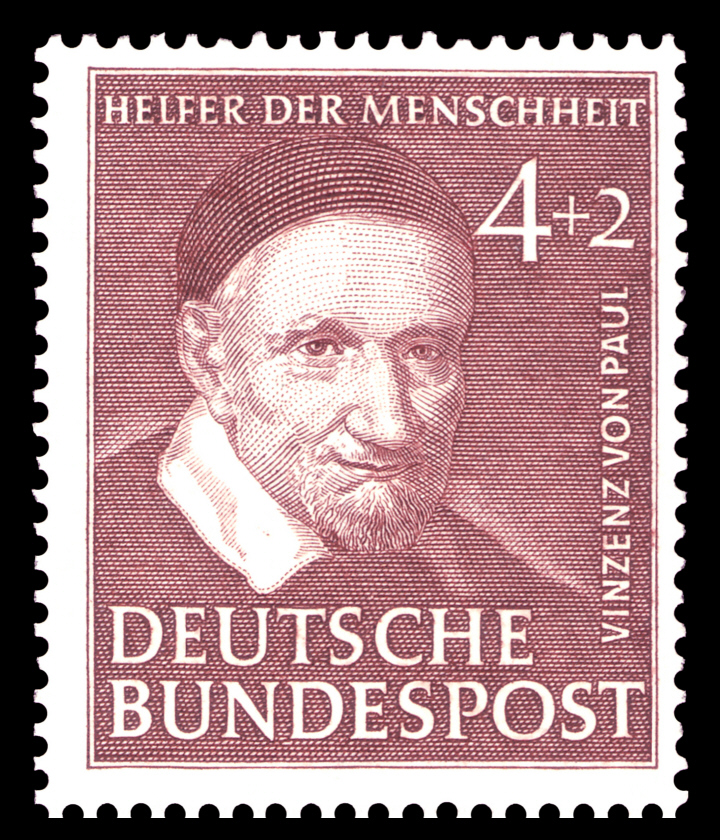
Segells dissenyats per Hermann Zapf

Zapf va ensenyar cal·ligrafia a Nuremberg el 1946. Va tornar a Frankfurt el 1947, on la foneria tipogràfica Stempel li va oferir el càrrec de cap artístic de la seva impremta, sense demanar-li cap altra referència que els seus esbossos de la guerra i una peça cal·ligràfica que va fer el 1944 del "Junggesellentext" de Hans von Weber. El 1949 va publicar "Feder und Stichel" ("Ploma i Burí"), imprès amb planxes metàl·liques dissenyades per ell mateix i gravades per August Rosenberger durant la guerra. Fou imprès a la impremta Stempel el 1949. Del 1948 al 1950 va ensenyar cal·ligrafia a Arts and Crafts School a Offenbach. El 1951 es va casar amb Gudrun von Hesse, que ensenyava a l'escola de Städel a Frankfurt. La major part del treball de Zapf com a artista gràfic va ser en el disseny de llibres. Va treballar per diverses editorials com són Suhrkamp Verlag, Insel Verlag, Büchergilde Gutenberg, Hanser Verlag, Dr. Ludwig Reichert Verlag i Verlag Philipp von Zabern.

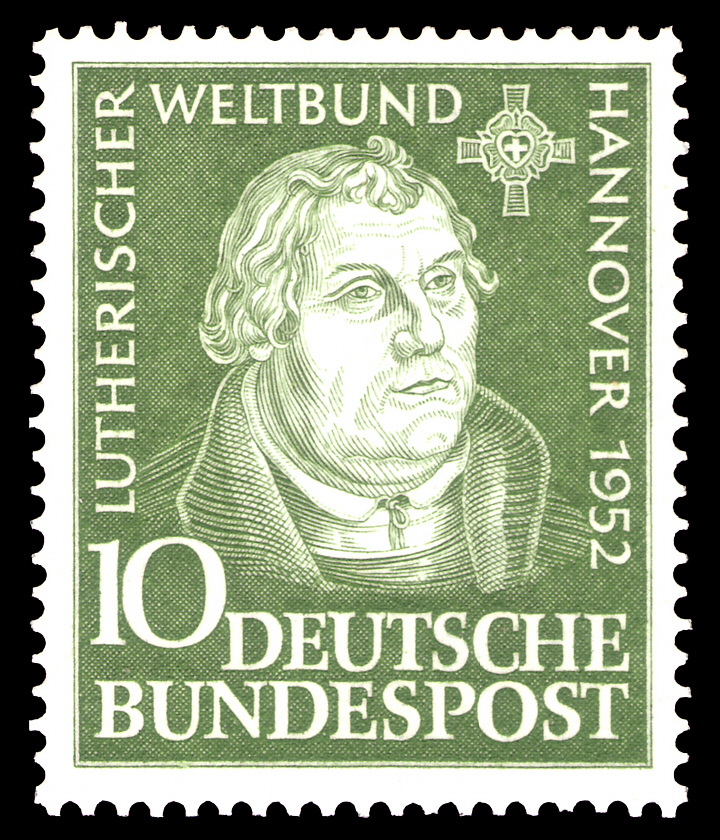

Zapf ha estat treballant en la tipografia digital des de 1960. Les seves idees es consideraven radicals, no preses seriosament a Alemanya i rebutjades pel Darmstadt University of Technology, on Zapf va donar lliçons entre el 1972 i el 1981. Per aquesta manca d'èxit va anar als Estats Units on les noves idees serien probablement més ben acceptades. Així fou, però el somni americà es va aturar perquè la seva esposa no volia traslladar-se a Amèrica.
Malgrat això, el 1976 el Rochester Institute of Technology li va oferir la càtedra de programació informàtica de tipografies, la primera al món. Va acceptar i hi va impartir classes des de 1977 fins al 1987, havent de volar entre Darmstadt i Rochester. Allí va poder desenvolupar millor les seves idees amb l'ajut de la seva relació amb empreses com IBM i Xerox. Molts estudiants del RIT han esdevingut influents tipògrafs com ara Charles Bigelow i Kris Holmes, que junts van dissenyar la família tipogràfica Lucida. El prestigiós cal·lígraf i dissenyador tipogràfic Julian Waters també fou un dels estudiants destacats.
El 1977 Zapf i els seus amics Aaron Burns i Herb Lubalin van fundar la companyia "Design Processing International, Inc." a l'Estat de Nova York i van desenvolupar programació informàtica de tipografia. Va funcionar fins al 1986 en què va morir Lubalin. Va continuar treballant amb Burns però finalment ho va deixar perquè li resultava molt difícil gestionar una companyia d'Amèrica des de Darmstadt, atès que tampoc es plantejava de traslladar-se a viure-hi. En canvi, va fer servir la seva experiència per començar a desenvolupar el programa informàtic de tipografia anomenat HZ-program que temps després va comprar Adobe Systems que, més endavant, va utilitzar en el programa InDesign.

## Empremta[3]
Hermann Zapf ha tingut una amplíssima influència en diverses generacions de tipògrafs i cal·lígrafs. Ha publicat molts treballs. Mereix una atenció especial "Feder und Stichel" per ser la primera publicació i el seu contingut ple de bellesa. Té alfabets cal·ligrafiats per Zapf el 1939 i gravats en metall per August Rosenberg. La tipografia palatino es va fer servir per primera vegada en aquest llibre.
Zapf ha creat formes noves a partir de formes existents. Ha desenvolupat i ampliat tres tècniques avançades de la cal·ligrafia occidental: variació de la pressió a la punta del plomí; retoc i confegir les lletres amb múltiples traços o pinzellades.
Zapf va dissenyar tipografies a les diferents etapes de la tipografia com són la linotípia, la fotocomposició i la tipografia digital per a l'autoedició. La seva experiència com a retocador i cartògraf l'ha convertit en un artesà expert. És un cal·lígraf, dissenyador de tipografies i dissenyador de llibres. Ha col·laborat amb Donald Knuth, pioner en programació d'ordinadors. De la seva col·laboració en va resultar en el tipus de lletra matemàtic Euler, fet mitjançant el programa de Knuth Metafont.
La tipografia Optima, que té un peu al funcionalisme alemany i un altre a la Renaixença, no és pas la seva "font òptima". Fins i tot no li agradava el nom, que va ser triat per motius comercials, però és un punt de partida molt útil per a estudiants per a l'estudi de tipus de lletra als quals es poden afegir serifes i crear variacions de pes i forma.
Zapf deia que "... la geometria pot produir lletres llegibles, però només l'art les fa boniques. L'art comença on acaba la geometria i confegeix a les lletres una qualitat que transcendeix la simple mesura".

## Tipografies
De les més de 120 tipografies que va dissenyar Zapf, a continuació en fem un recull de les principals:
| Any  | Nom               | Any  | Nom                    |
| ---- | ----------------- | ---- | ---------------------- |
| 1950 | Saphir            | 1950 | Sistina                |
| 1950 | Palatino          | 1952 | Melior                 |
| 1954 | Aldus             | 1954 | Kompakt                |
| 1958 | Optima            | 1969 | Venture                |
| 1971 | Medici Script     | 1974 | Orion                  |
| 1976 | Noris Script      | 1976 | ITC Zapf International |
| 1976 | Marconi           | 1976 | ITC Zapf Book          |
| 1978 | Edison            | 1978 | ITC Zapf Dingbats      |
| 1979 | ITC Zapf Chancery | 1982 | Vario                  |
| 1983 | Aurelia           | 1983 | AMS Euler              |
| 1984 | Zapf Renaissance  | 1985 | URW Antiqua            |
| 1985 | URW Grotesk       | 1985 | URW Latino             |
| 1998 | Zapfino           | 2002 | Zapf Essentials        |
| 2003 | Optima Nova       | 2003 | Zapfino Extra          |
| 2005 | Aldus Nova        | 2005 | Palatino Nova          |
| 2006 | Palatino Sans     | 2008 | Palatino Arabic        |

## Premis
- 2010: Orde del Mèrit de la República Federal d'Alemanya

## Publicacions
- Feder and Stichel. Frankfurt, 1949. Arxivat 2016-03-03 a Wayback Machine.
- Typographic variations. New York, 1964.
- About Alphabets. Some Marginal Notes on Type Design.Cambritge, 1970.
- Manuale Typographicum. Cambritge, 1970.
- Standard lay of the case. New Rochelle, 1978.
- Orbis Typographicus. Kansas, 1980. [Enllaç no actiu]
- Hermann Zapf and his design Philosophy. Chicago, 1987 [Enllaç no actiu]
- ABC-XYZAPF. Fifty years in alphabet design. Londres, 1989.
- The fine art of letters. The Work of Hermann Zapf. New York, 2000.
- Alphabet Stories. A Chronicle of Technical Developments. Rochester, 2007.
- Manuale Zapficum. Rochester, 2009.
- The World of Alphabets by Hermann Zapf; A Kaleidoscope of Drawings and Letterforms is a CD-ROM that illustrates Hermann Zapf's typographic designs  Arxivat 2010-06-10 a Wayback Machine.
- Alphabet Stories Arxivat 2007-05-20 a Wayback Machine.